# Pelly River
Pelly River – rzeka w Kanadzie, przepływająca przez terytorium Jukonu, o długości 530 km. Stanowi dopływ rzeki Jukonu.
Rzeka została tak nazwana przez Roberta Campbella na cześć sir Johna Pelly’ego, biznesmena Kompanii Zatoki Hudsona.